# Eudorylaimus granuliferus
Eudorylaimus granuliferus is een rondwormensoort uit de familie van de Dorylaimidae. De wetenschappelijke naam van de soort is voor het eerst geldig gepubliceerd in 1893 door Cobb.